# Police au Danemark
La police du Danemark (danois : Politiet) est le corps de police nationale du pays. Outre ses fonctions de lutte contre la criminalité et de respect des lois, elle a un rôle de gestion administrative et s'occupe de la sécurité civile.

## Historique

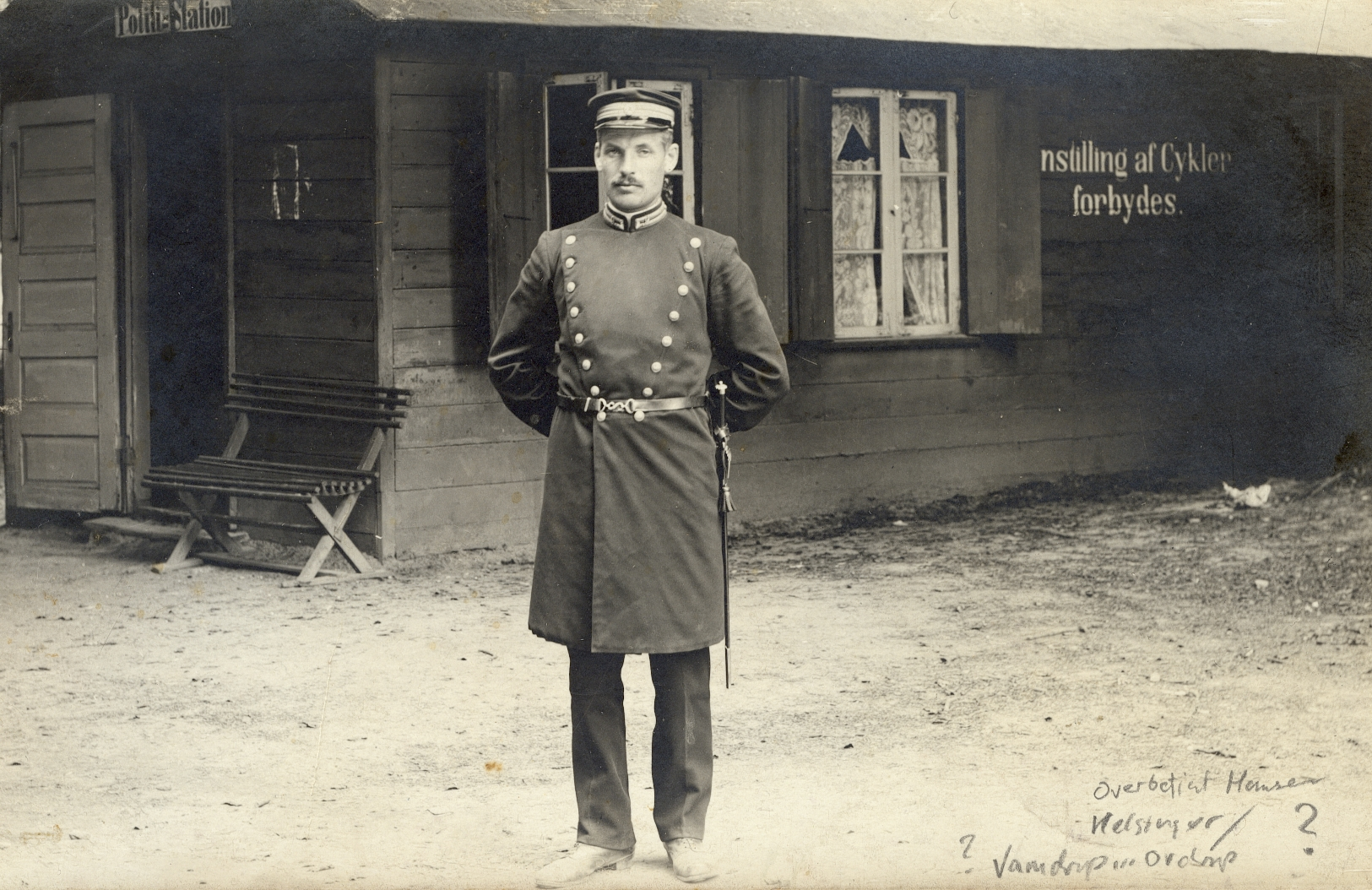
Policier en uniforme vers 1900.

La première référence historique parlant de la police au Danemark remonte à 1244 quand la coutume écrite de Copenhague oblige les hommes de guet à se tenir à leur poste chaque soir après qu'une cloche retentit pour requérir leur présence. Vers 1590, un corps permanent de 140 policiers est établi dans la capitale du royaume.
En 1919, une loi votée par le parlement danois fonde une police d’État ayant pour siège Copenhague, placée sous l'autorité du ministère de la justice. Son chef et ses quatre adjoints sont nommés par la monarchie danoise.

### Seconde Guerre mondiale

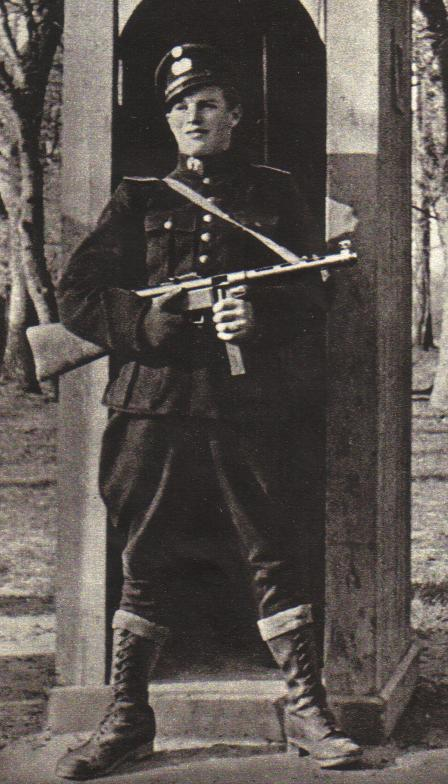
Un membre du Hipo en uniforme armé d'un Suomi KP31.

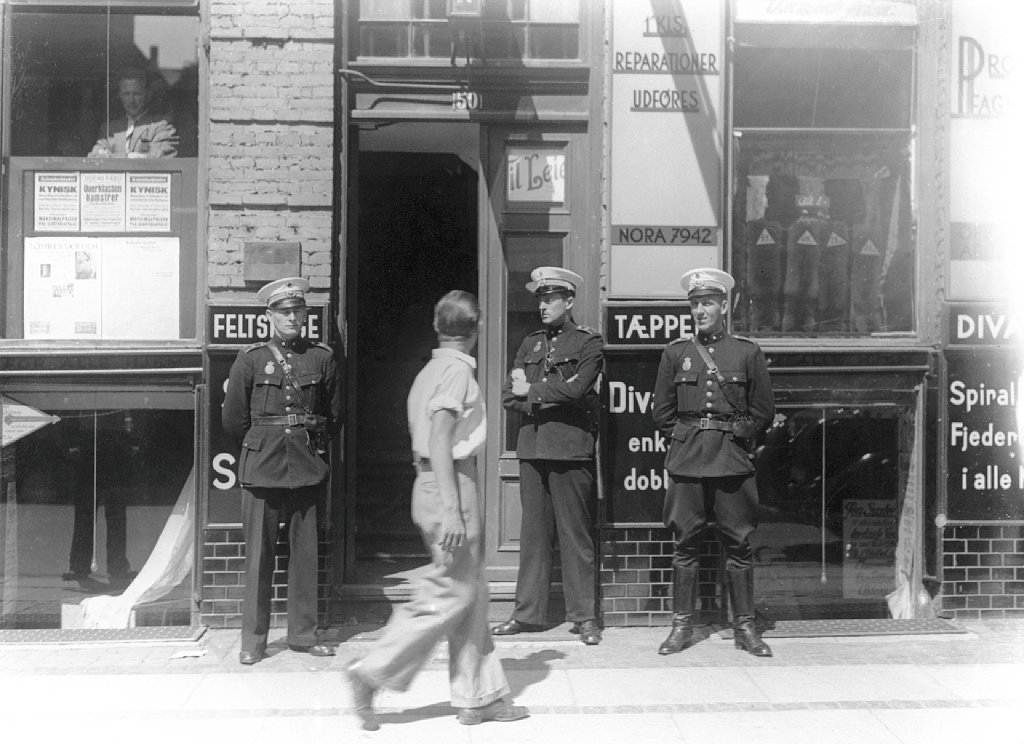
Policiers devant le siège du Parti communiste du Danemark en 1941.

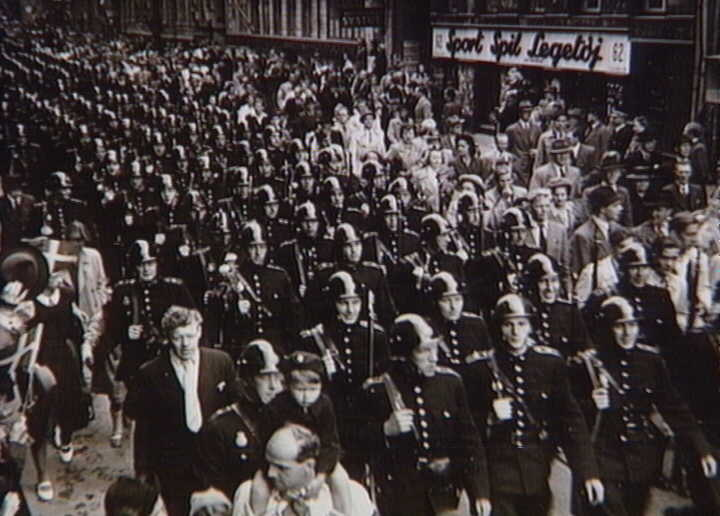
Gardes de la police le 10 juin 1945 quittant le palais Amalienborg.

Durant l'occupation allemande pendant la Seconde Guerre mondiale, les militaires allemands commencent à craindre la police danoise vers la fin de l’été 1944. En janvier 1944, le plénipotentiaire du IIIe Reich Werner Best accepte la proposition du ministre Nils Svenningsen d'établir un camp d'internement au Danemark ; ce camp est créé à Frøslev (en). Mais, devant le manque de coopération de la police du Danemark, Best lance, le 19 septembre 1944 à 11 h, l'opération Mouette qui a pour résultat l'arrestation de 1 960 policiers dans les préfectures de police de tout le pays ainsi que 291 des 337 « gendarmes des frontières » danois et leur déportation en Allemagne (en); 288 collègues de province sont arrêtés le 25, soit 20 % de la police danoise.
Les policiers arrêtés sont envoyés d'abord immédiatement à Neuengamme puis à Buchenwald (block 57 du petit camp) en deux groupes le 29 septembre et le 5 octobre. Le 16 décembre 1944, 1 604 sont transférés au Stalag IV-B.
Un calcul de 1968 estime à 131 le nombre de décès dont 60 à Buchenwald. Un millier furent rapatriés par l'opération des bus blancs le 30 mars 1945 depuis la zone de Leipzig,.
Après la dissolution de la police, le  HIPO-korpset, une force de police auxiliaire formée d'environ 500 membres du parti nazi danois, est formé par la Gestapo pour lutter contre la résistance danoise entre fin 1944 et 1945. Environ 200 à 300 d'entre furent poursuivis pour divers crimes après-guerre et une douzaine exécutés entre 1946 et 1950.

### Époque contemporaine
En 2009, on compte 197 officiers de police pour 100 000 habitants, le deuxième taux le plus faible de l'Union européenne après la Finlande (156). La criminalité dans les pays nordiques est faible, en dessous de la moyenne européenne mais les forces de l'ordre danoises font face à une guerre des gangs entre bande de motards depuis les années 1990. Ceux-ci sont implantés depuis les années 1980.

#### Zone de transit
Ce petit pays est une zone de transit entre la Scandinavie, les pays baltes et la Russie d’un côté et l’Europe de l’Ouest de l’autre via son réseau routier et ses liaisons maritimes. La police routière et les douanes qui dépendent également du ministère de la Justice ont donc un rôle important. La police danoise travaille en étroite collaboration avec les pays voisins.
L’organisme de coopération de la police et des douanes des pays nordiques, le PTN (police-douanes-stupéfiants), qui a ses débuts en 1982 luttait uniquement contre le trafic de drogue, a élargi sa compétence à l’ensemble des faits de criminalité transfrontalière, également traités et coordonnés par Europol.

## Organisation de la police nationale

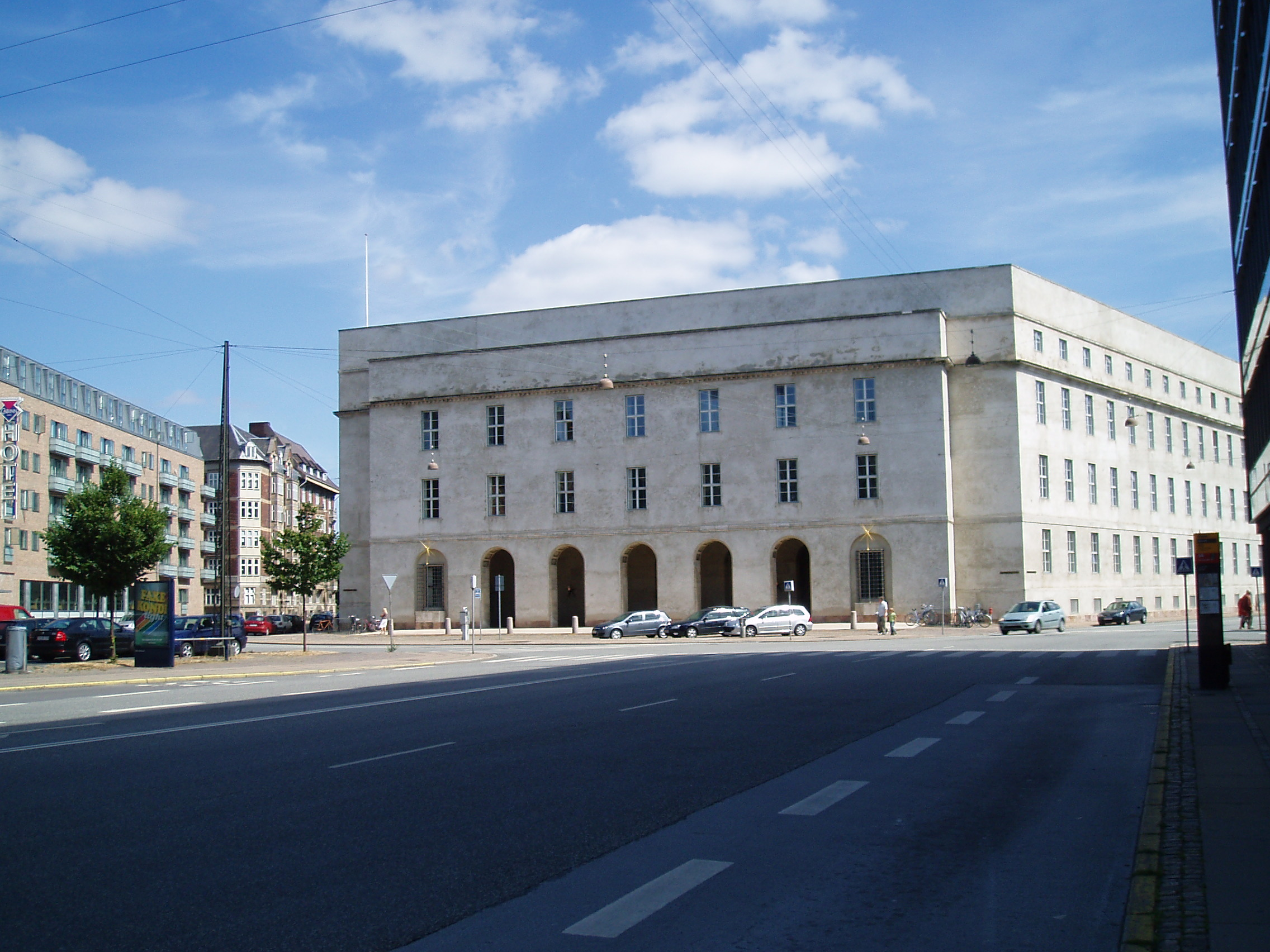
Siège de la police de Copenhague. Il fut construit entre 1918 et 1924.

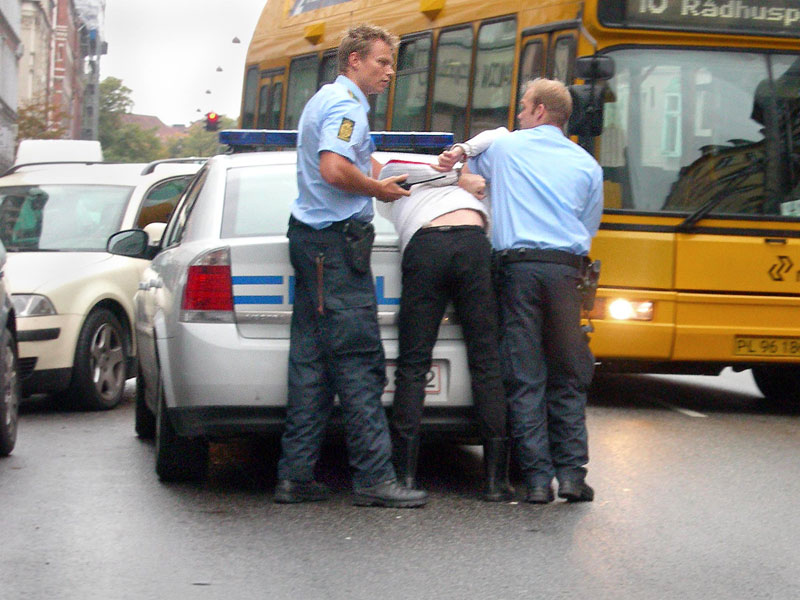
Arrestation à Copenhague en 2007.

Elle est gérée par le ministère de la Justice du Danemark et emploie 14 000 policiers en 2009.
Elle comprend, depuis une réforme mise en place le 1er janvier 2007, 12 districts de police géré par un directeur de la police (danois : Politidirektør) et deux districts mineurs au Groenland et aux Îles Féroé géré par un chef de la police.
Un district de police est dirigé par un directeur, assisté d'un directeur adjoint de la police, ceux-ci sont des juristes. Le directeur de police (traduit commissaire de police) désigne un surintendant en chef, un chef de la police et un procureur général, qui est à la tête du ministère public. Ces quatre personnes s'occupent de la gestion de l'exécutif du district de police.
Il existe des différences régionales : Copenhague, le plus grand district de police du pays avec 2 600 policiers en 2007, a deux directeurs de police adjoints tandis que Bornholm, l'un des plus petits districts du pays, n'a pas de directeur adjoint de la police, la fonction étant occupée par le procureur en chef.
Le numéro de téléphone d'urgence pour la contacter est le 114.
La police d’État danoise dispose de plusieurs services spécialisés :
- Rigspolitiet (Police nationale) : Comprend plus des 9 000 des 14 000 policiers danois.
- Politiets Efterretningstjeneste (PET) (Renseignement de la Police) : l'actuel service de renseignement et de sécurité danois depuis 1951. Son siège est à Søborg et il emploie au 1er septembre 2010 environ 780 personnes et dispose à cette date d'un budget d'environ 400 millions de couronnes danoises (54 millions d'euros en 2013)[10]. Il existe également au Danemark un service de renseignement militaire, le Forsvarets Efterretningstjeneste dépendant du ministère de la Défense de ce royaume.
- Politiets Aktionsstyrke (en) (Force opérationnelle de la police) : force spéciale comprenant depuis une réorganisation en 1998 une centaine d'hommes.

### Autorité indépendante de plaintes contre la police
L'autorité indépendante de plaintes contre la police chargée de contrôler les forces de l'ordre a été mise en place en 2012. Elle reçoit les plaintes déposées contre les policiers, enquête et statue. Sa plus haute instance est le Conseil de plaintes contre la police. À sa tête sont placés un directeur général qui est un juge de la Haute Cour, un procureur, un professeur de droit et deux représentants de la société civile.
Les membres du Conseil sont nommés par le ministre de Justice. Ils ont un mandat de 4 ans renouvelable une fois. Des enquêteurs et des personnels administratifs en font également partie. Ce Conseil agit en totale indépendance sans recevoir d'ordre de la police ou d'un procureur.
En 2018, 1 793 dossiers ont été traités par l'Autorité indépendante de plaintes contre la police.

## Missions administratives
Elle s'occupe entre autres d'établir les passeports, les permis de conduire, l’attribution des numéros d'immatriculation, le prélèvement des contraventions.

## Moyens

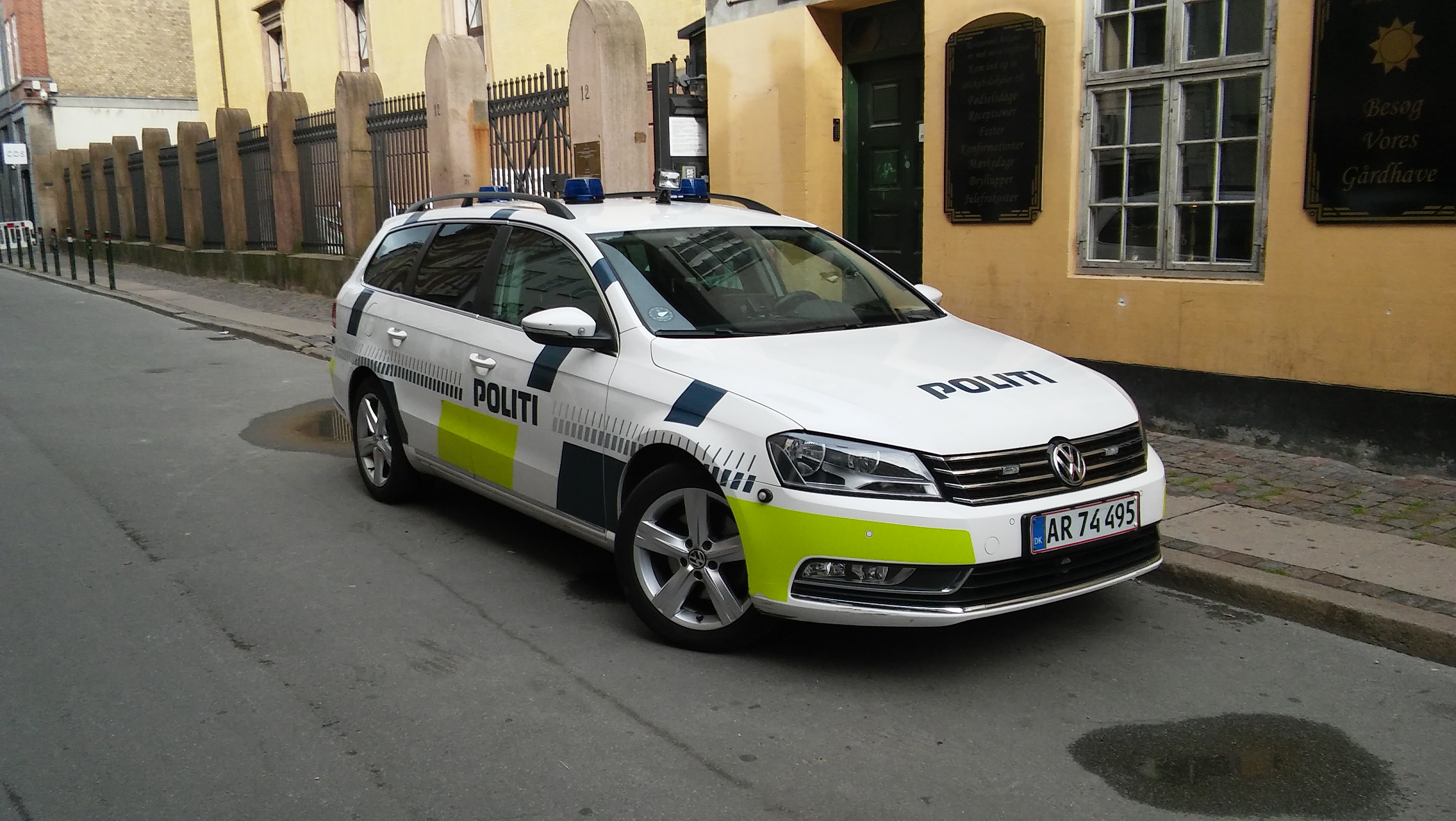
Une Volkswagen Passat à Copenhague en 2016.

### Équipement individuel

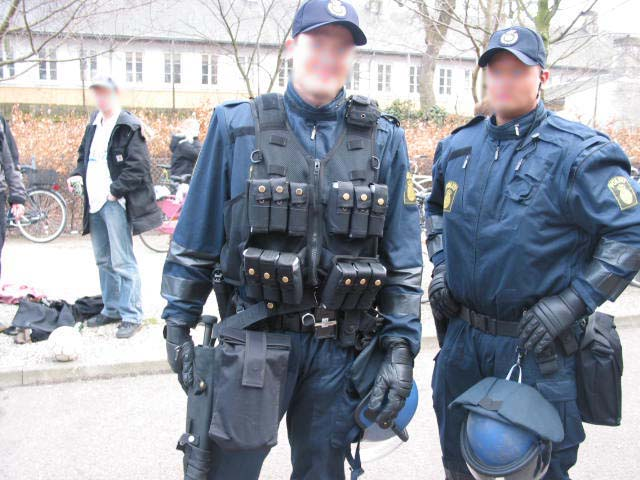
Policiers danois en tenue anti-émeutes équipés de pochettes pour des grenades 40 mm en 2005.

L'équipement de base pour les policiers en patrouille comprend dans les années 2000 le pistolet automatique HK USP Compact remplaçant les Walhter PP/PPK, une matraque, un pulvérisateur de gaz poivre, etc.
Les forces de polices disposent entre autres du pistolet-mitrailleur HK MP5 et, depuis les années 1990, du lance-grenade individuelle HK 69A1 de 40 mm d'une portée de 300 m pour l'envoi de gaz lacrymogène ou fumigènes.

### Véhicules

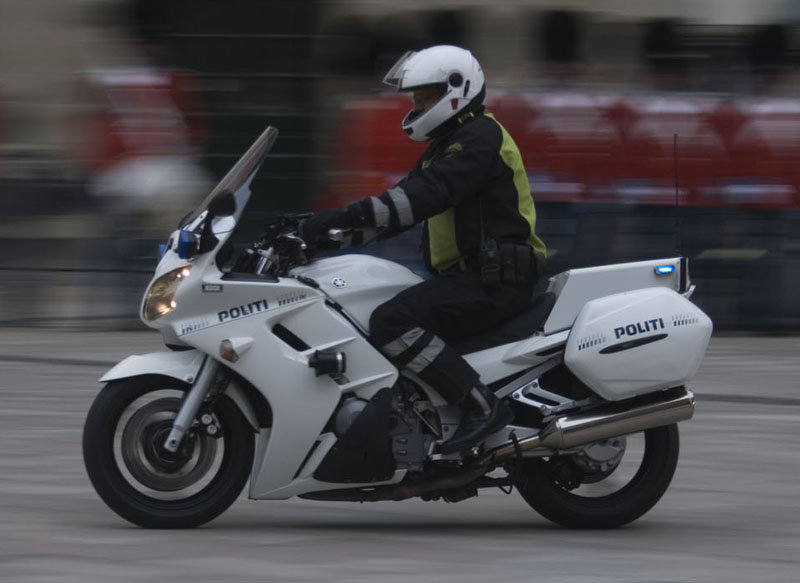
Une Yamaha FJR 1300 de la police danoise en 2007.

Sa flotte de véhicules, de couleur bleu foncé en zone urbaine et blanc en campagne, en 2008, comprend principalement des véhicules de patrouille Ford Mondeo d’une puissance de 130 à 226 ch et des transporteurs Volkswagen LT et Mercedes-Benz Vito remplaçant progressivement des véhicules Volvo depuis 2003. Sa flotte de motocyclettes est composé de BMW, Honda et Yamaha.
Elle peut utiliser en soutien des hélicoptères légers de l'armée de l'air royale danoise.

### Surveillance et informatique
Depuis les années 1990, des caméras vidéos discrètes sont installées au niveau de la plupart des nœuds de communication. Dans les années 2010, elle s'équipe de système biométrique numérique développé par Steria. Ses bases de données, en 2012, sont gérées par la filiale danoise de Computer Sciences Corporation.

## Formation policière
Dans le domaine de la formation policière, le Danemark est considéré comme un modèle. Ses agents sont déployés par l’ONU en 2008 en ex-Yougoslavie et en Palestine entre autres et apportent leur soutien à la mise en place d’une nouvelle organisation de police en Albanie et en Irak.

## Police militaire

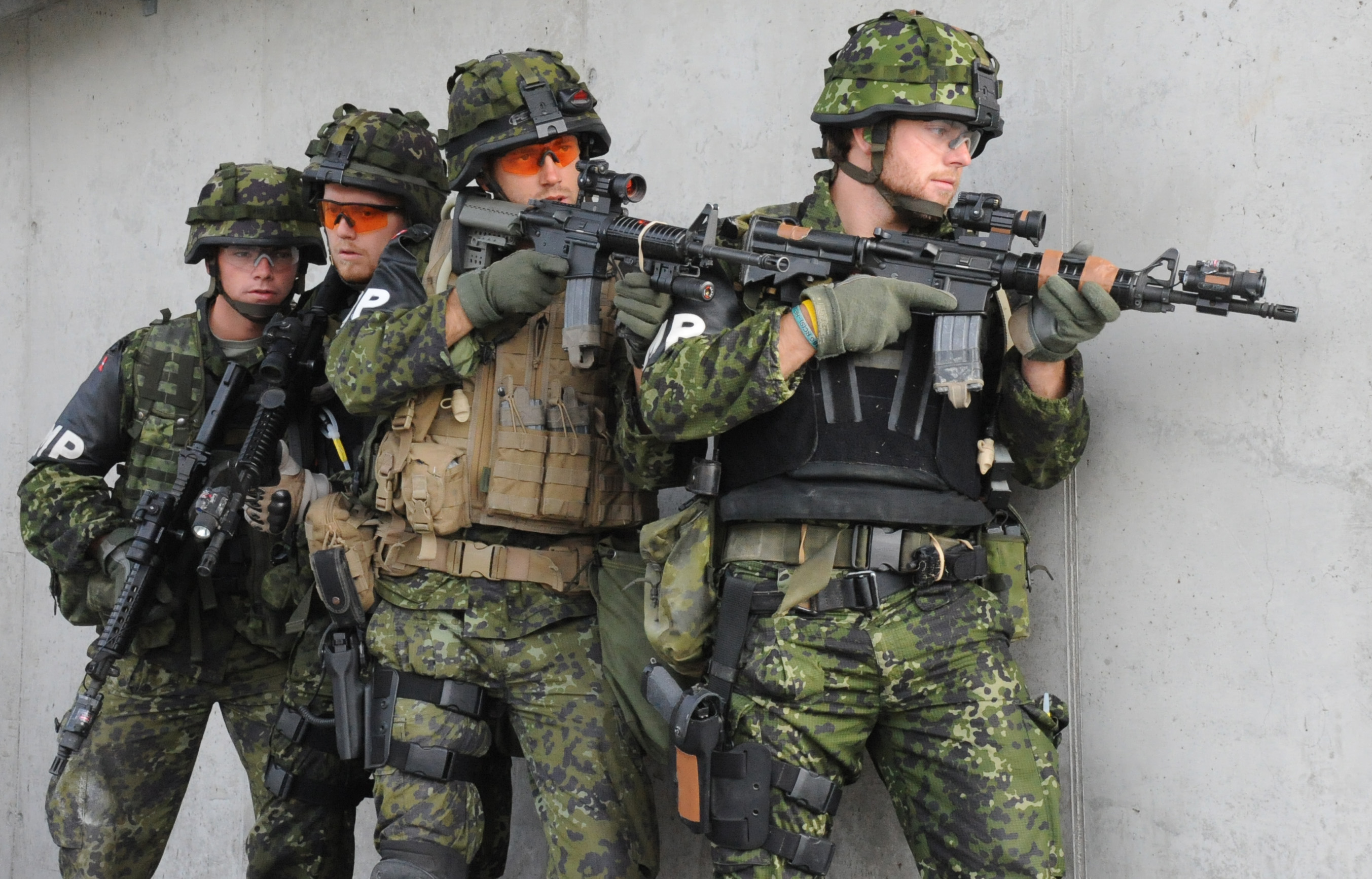
Entrainement au camp d'entrainement de Grafenwöhr de policiers militaires danois en 2005 armé de Diemaco C8.

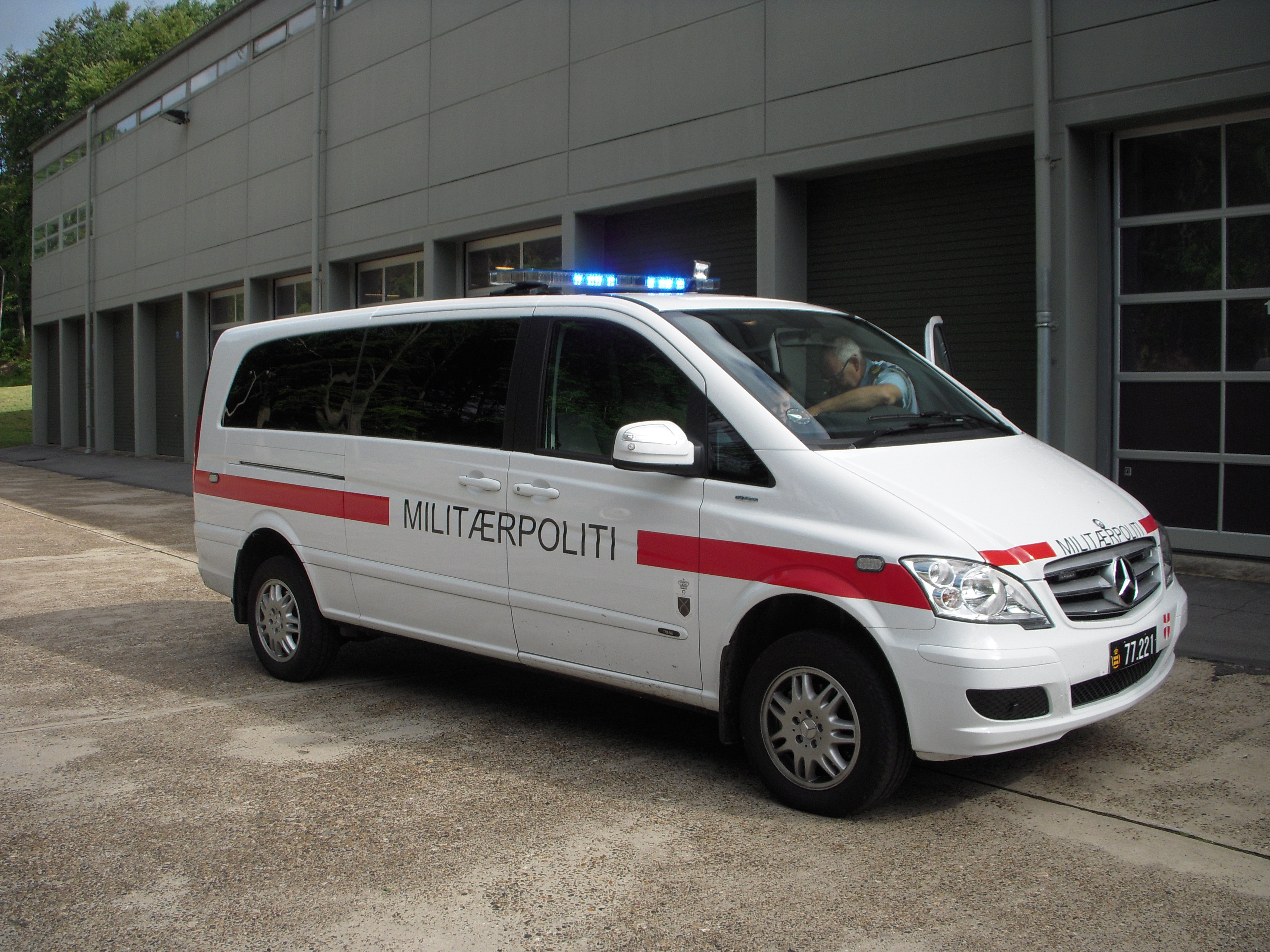
Mercedes-Benz Viano de la police militaire maritime danoise en 2012.

L'assistance que peuvent apporter les forces armées danoises dans le maintien de l'ordre est régie par des textes classifiés confidentiels. Concrètement, il s'agit de cas où le criminel est lourdement armé, d'attentats terroristes, ou de « désordres intérieurs » pour lesquels les moyens de la police sont insuffisants.
Les trois branches de l'armée danoise (armée de terre, marine, force aérienne) disposent chacune d'une police militaire (danois : militærpoliti) au sein d'unités indépendantes depuis mars 1947 :
- Dans l'armée de terre, il s'agit du bataillon de police militaire du régiment logistique (danois : Trænregimentet) ;
- Dans la force aérienne, il s'agit de l’escadron 660 de l'escadre de support de combat ;
- Dans la marine danoise, la police militaire fait partie de l'unité de nageurs de combat (danois : Frømandskorpset) qui assure entre autres la surveillance des installations navales ainsi que de certaines installations militaires dans la région de la capitale danoise, comme le Commandement de la défense danoise et le ministère danois de la Défense.

La garde nationale constituée de réservistes dispose également de compagnies de police militaire.
Ces formations n'ont guère de pouvoir sur la population civile hors des enceintes militaires et peuvent agir en soutien aux forces de l'ordre.

## Musée
Le Politihistorisk Museum (en) (musée des Archives de la police) se situe à Nørrebro (Copenhague).